# Panindícuaro
Panindícuaro es un poblado en el estado de Michoacán, cabecera del municipio homónimo. Se cree que su nombre significa ‘lugar de ofrenda’.

## Historia
Supuestamente, el poblado ha existido desde épocas prehispánicas y durante la dominación de los españoles. En este poblado se veneraba a san Andrés. Para 1822 habitaban 957 personas la comunidad, quienes se dedicaban principalmente a la producción de trigo. Gracias a la Ley Territorial de 1831 se creó el municipio de Cajica y el 28 de junio de 1860 el poblado se elevó a la categoría de «villa» y se le dio el nombre de «Villa Cajica» por decreto del congreso estatal. El 24 de septiembre de 1860, el gobernador Epitacio Huerta le dio el título de «Villa Reforma». Hoy en día el nombre de la cabecera municipal es Panindícuaro.

## Demografía

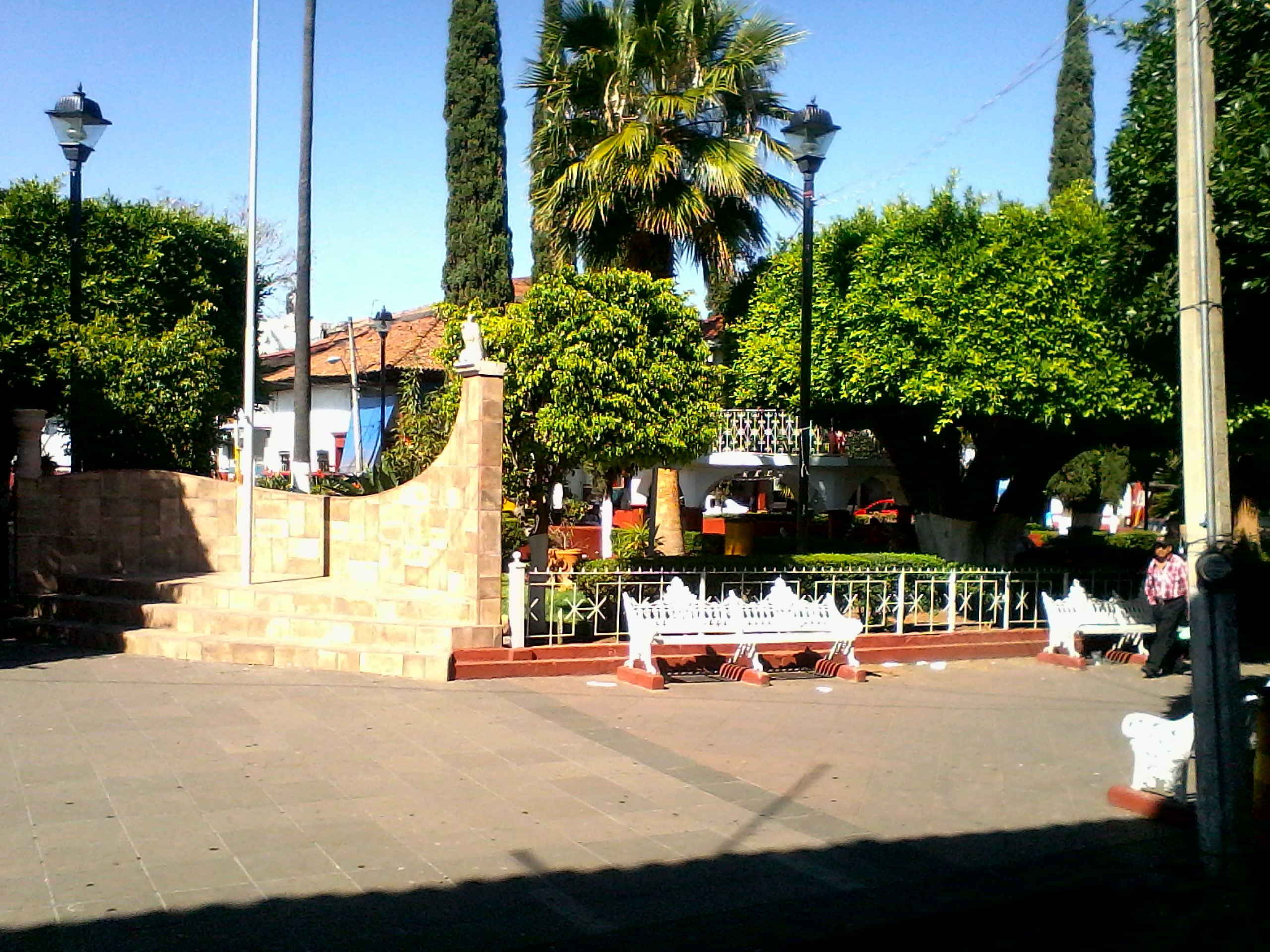
Plaza principal de Panindícuaro.

La comunidad de Panindícuaro ha sido censada desde hace mucho tiempo, a continuación se muestran los censos desde 1990:
| Año  | Hombres | Mujeres | Total |
| 1990 | 2880    | 3290    | 6170  |
| 1995 | 2658    | 3054    | 5712  |
| 2000 | 2697    | 3131    | 5828  |
| 2005 | 2544    | 2994    | 5538  |
| 2010 | 2597    | 2968    | 5565  |
| 2020 | 2511    | 2756    | 5267  |